# Antoine Baumé
Antoine Baumé (Senlis, 1728 – París, 1804) fou un químic i farmacèutic francès que s'establí l'any 1752 a París on entrà a formar part de l'Académie des Sciences. Fou professor de química de l'Escola de Farmàcia i fabricant de productes químics.
És autor de nombroses memòries i articles sobre tintura de teixits, dauradura de peces de rellotgeria, conservació del blat, extinció d'incendis, etc. Amb col·laboració amb Pierre Joseph Macquer (1718-1784) realitzà nombrosos experiments sobre la fabricació de la porcellana. Construí un areòmetre, l'areòmetre Baumé, molt usat en la mesura de les concentracions de certes solucions (xarops, àcids) en el qual s'aplica l'anomenada escala Baumé, vigent actualment dins l'àmbit industrial.
També va engegar amb el matemàtic i militar Patrice d'Arcy un programa d'estudi sobre la força explosiva de la pólvora.
Fou partidari de la teoria del flogist de Georg Ernst Stahl (1660-1734) i s'oposà a la revolució química d'Antoine Laurent Lavoisier (1743-1794). Publicà Dissertation sur l'éther (1757), Traité de Pharmacie théorique et pratique (1762) i el 1773 Chimie expérimentale et raisonné, que tingué una gran difusió.

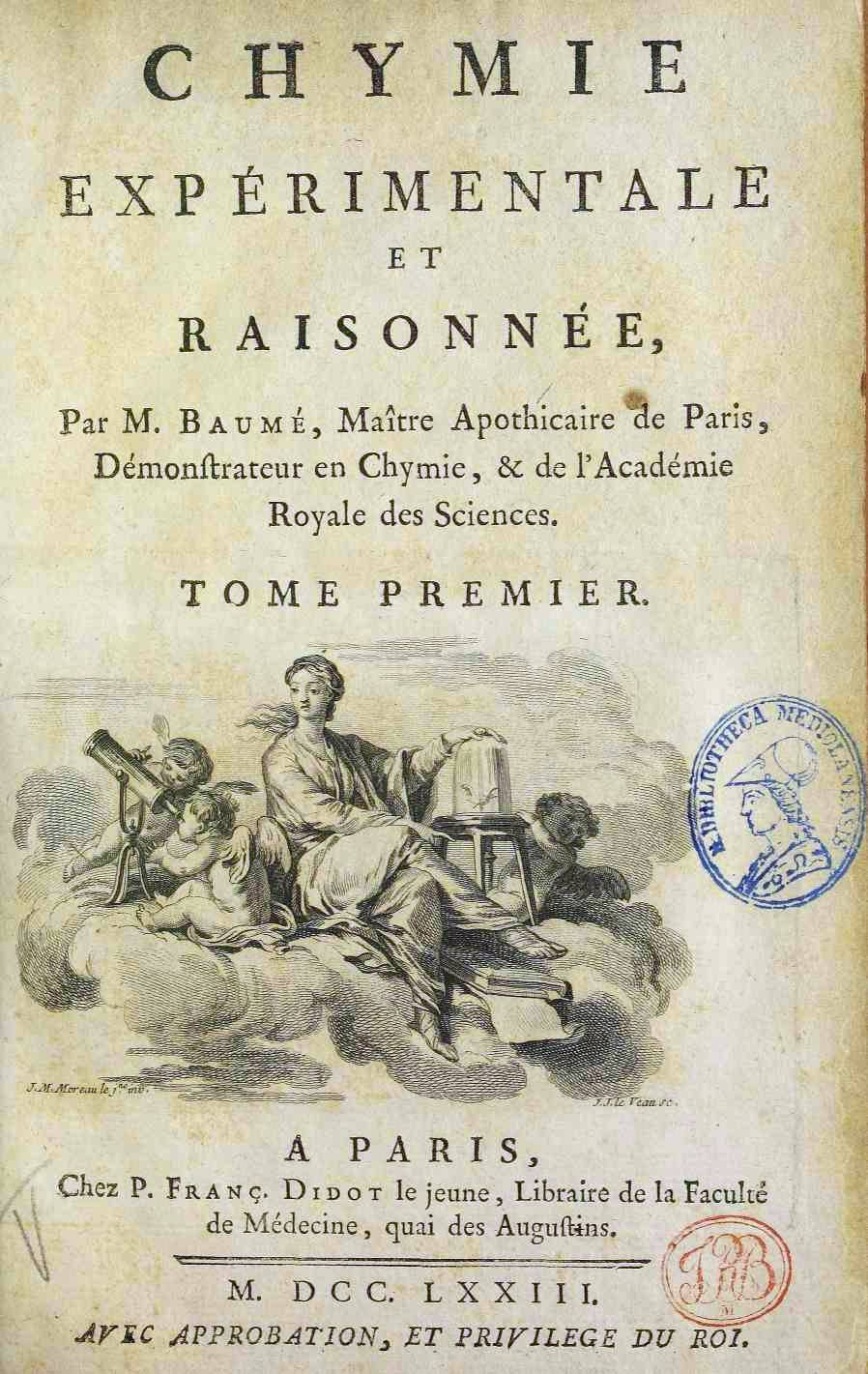
Chymie expérimentale et raisonnée, vol. 1, 1773